# Lidská noha

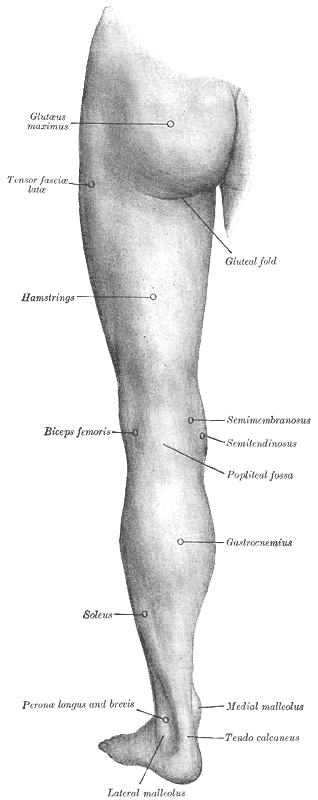

Lidská noha se do dnešní podoby vyvinula v průběhu dlouhého vývoje člověka. Asi před 4 miliony let, došlo k vzpřímení člověka. Pračlověk začal kráčet po dvou nohách, aby se mu ruce uvolnily pro jiné činnosti a tím se urychlil vývoj ruky a mozku. Zároveň se změnilo postavení páteře a pánve z horizontálního na vertikální. Těžiště těla se posunulo nahoru a zmenšila se stojná plocha. Proto byly nároky na nohy vysoké – zajištění stability, rovnováhy a tlumení nárazů.
Postupně se chodidlo měnilo a přizpůsobovalo. Patní kost se otočila a zmohutněla, aby se stala základním nosným bodem celého těla. Palec se uložil rovně dopředu paralelně s prsty a ztratil úchopovou funkci. Vytvořila se podélná a příčná klenba. Chodidlo bylo dobře přizpůsobeno k životu lidí.

## Stavba nohy

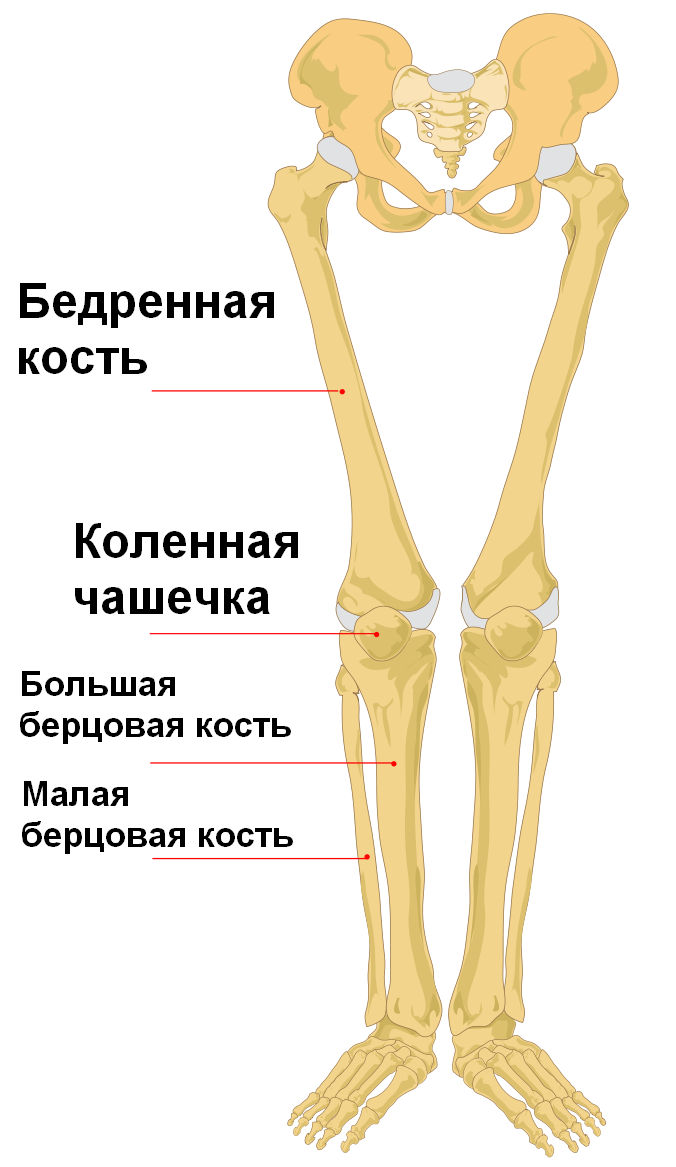
Kostra lidské nohy

Noha je tvořena kostěným skeletem, vazy a svaly. Kosti nohy:
- Zánártní: kost patní (calcaneus), kost hlezenní (talus) – zajišťuje spojení s bércem, kost krychlová (os cuboideum), kost loďkovitá (os naviculare) a tři kosti klínovité (ossa cuneiformia)
- Nártní (ossa metatarsi): 5 dlouhých kůstek spojujících zánártí s články prstů
- Články prstců (phalanges): 2 články u palce, 3 články u druhého až pátého prstce

Vazy a svaly zajišťují pružnost chodidla, tvarují nožní klenby a umožňují pohyb a chůzi.

## Anatomie nožní klenby
Klenba je dvojí – podélná a příčná, chrání měkké části chodidla a podmiňuje pružnost nohy.
Podélná klenba je vyšší na straně holenní a nižší na straně lýtkové. Na jejím udržování se podílejí vazy nohy orientované podélně a podkožní vazivová vrstva šlašitého charakteru zvaná plantární aponeuróza, probíhající od patní kosti ke všem pěti prstcům. Vazy samy by nestačily k udržení klenby, proto se podílejí i svaly jdoucí podélně chodidlem, povrchové krátké svaly chodidla a šlašitý třmen.
Příčná klenba je nejnápadnější v úrovni kostí klínových a kosti krychlové. Na jejím tvaru se podílí dva hlavní paprsky nohy. Vnitřní pruh jde od kosti hlezenní, zahrnuje kost loďkovitou, kosti klínovité a první 3 kosti záprstní. Vnější pruh tvoří kost patní, krychlová a 4. a 5. kost záprstní. Tvar udržují napříč probíhající vazy a šlašitý třmen.
Svaly jdoucí podélně chodidlem se chovají podobně jako tětiva luku. Z těchto svalů jsou nejdůležitější ohybače prstů a musculus tibialis posterior, který podchycuje nejvyšší místo klenby.
Vnitřní okraj nohy zvedá musculus tibialis anterior, vnější okraj nohy zvedá musculus fibularis longus. Spolu vytvářejí šlašitý třmen, který klenbu podchycuje a tahem zvedá.
Nožní klenba je při stání a chůzi vystavována zátěži, například při dlouhém stání, a působící síly mají tendenci klenbu snížit. Jelikož je klenba udržována převážně svaly, při jejich ochabnutí nebo únavě dochází k poklesu klenby.
Naopak při zkrácení krátkých svalů chodidla dochází k vytvoření vysoké klenby.

## Funkce nožní klenby

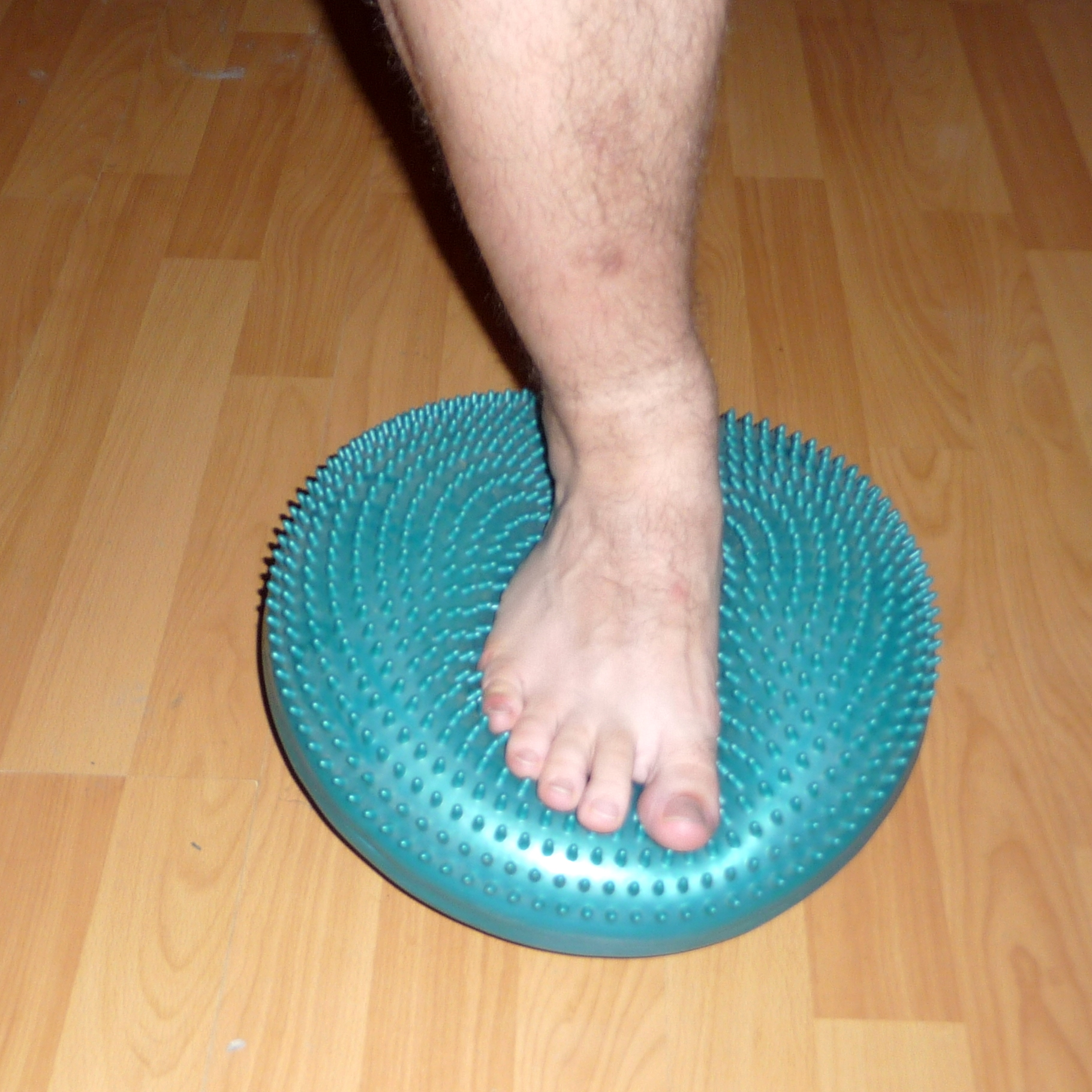
Konec lidské nohy

V přírodě se se spirálovou strukturou setkáváme často – větrné a vodní víry, růst rostlin, dvojitá šroubovice DNA, pupeční šňůra atd. Švýcarský lékař Christian Larsen rozvinul teorii tzv. Spiraldynamik® (přebráno z Larsen 2005, 2009), kdy ve stavbě a pohybu lidského těla nachází spirální principy. Závěrů této teorie využívám v této práci.
Při vývoji od úchopové nohy opičí k lidské noze se kulovitá klenba přebudovala. Pata se otočila o 90̊, zmohutněla a palec se uložil rovně dopředu – vznikla spirální klenba.
Pro představu můžeme udělat pokus s ručníkem. Ždímáme složený ručník a pozorujeme změny. Ruce se hýbou protichůdným směrem, uprostřed se vyklene oblouk ve tvaru C a při další rotaci se konce ručníku zatočí do tvaru S. Tak vznikla trojrozměrná šroubovitá spirála. Podobným způsoben funguje princip spirály na noze, přednoží se vytáčí směrem dovnitř a pata směrem ven. Tímto principem se klínovité kosti dostávají těsně k sobě a drží stabilní vrchol klenby.
Svaly nohy zajišťují aktivní našlapování, tlumení nárazů, odvíjení nohy a odraz.
- Lýtkové svalstvo je nezbytné pro zpomalování a odrážení.
- Svaly šlašitého třmenu (viz kapitola Anatomie nožní klenby) vytáčejí přední část nohy dovnitř a zadní část směrem ven, čímž podporují princip spirály.
- Krátké svaly chodidla dodávají klenbě pevnost a pružnost.
- Krátké hluboké svaly přednoží udržují příčnou klenbu a činí z ní tlumič nárazů a dodávají impulz pro odraz.

Místa největšího tlaku na chodidle jsou vystlána podkožní tukovou vrstvou. Věkem a vystavováním dlouhodobé zátěži tuku ubývá a dochází k přetěžování, vzniku otlaků a úponových bolestí.

## Vady nohy
Mezi vady nohy patří poruchy podélné a příčné klenby, poruchy vzájemného postavení hlezenní a patní kosti a deformity prstů. Vady mohou být vrozené nebo získané.

### Pes cavus – lukovitá noha
Abnormálně zvýšená podélná nožní klenba, spojená se zkrácením měkkých tkání plosky. Prsty zaujímají drápovité (flekční) postavení.
Příčina může být neurologická nebo vzniknout po zánětlivých procesech v plosce nohy. V tomto případě bývá tato vada spojena s vybočením nohy.
Vyskytuje se ale i u zdravých jedinců, kde je způsobena svalovou dysbalancí (nerovnováhou) krátkých a dlouhých svalů nohy. Tento případ bývá spojen s vbočením nohy. Nejmírnější stupeň je tzv. vysoký nárt, nepůsobí větší potíže kromě výběru bot.

### Pes planus – podélně plochá noha
Snížená podélná nožní klenba. V dětství může být způsobena chabostí vazů, vyskytuje se u genetických vad a dětské mozkové obrny. V dospělosti vzniká u nohou dlouhodobým přetěžováním, hlavně stáním a chůzí. Ke vzniku vady inklinují určitá zaměstnání, jako jsou číšníci, prodavačky, kadeřnice atd.
Projevuje se pocitem únavy v nohách, narůstající během dne, bolestí v chodidle a v lýtkách.
Plochou nohu dělíme na několik stupňů:
- 1. stupeň – k oploštění klenby dochází pouze při zatížení, tzv. funkční plochá noha
- 2. stupeň – oploštění trvá i na noze odlehčené, pasivně lze nohu vytvarovat do normálního tvaru
- 3. stupeň – vnitřní okraj nohy je vyklenutý, klenbu nelze pasivně korigovat, tento stupeň bývá spojen s vbočením nohy, jde už o kombinovanou vadu pes planovalgus – plochá vbočená noha

### Pes transversoplanus – příčně plochá noha
Příčná klenba je na chodidle viditelná mezi hlavičkami první a páté záprstní kosti a zajišťuje optimální rozložení váhy na přednoží. Příčně plochá noha vzniká obvykle po 30. roce života, častěji u žen nošením bot s vysokými podpatky s úzkou špičkou, které způsobují přetěžování přednoží a brání funkci krátkých svalů nohy, které ochabují. Dalším rizikovým faktorem může být nadváha. Při zborcení příčné klenby se přední část nohy rozšíří, vytvoří se na ní otlaky a projevuje se bolestí. Vada bývá spojena s vbočením palce (Hallux valgus) a často i se sníženou podélnou klenbou.

### Hallux valgus – vbočený palec
Vbočený palec, vychýlený ze své osy směrem ke druhému prstu, vzniká v důsledku ochabnutí vazivového a svalového aparátu. Tato vede vede i k poklesu podélné a příčné klenby. Příčinou bývá nevhodná špičatá obuv, která vychyluje palec z osy a omezuje svalovou činnost. Projevuje se bolestmi kloubu palce, zvláště při chůzi. Vhodnou kloubní mobilizací, cviky a redukcí hmotnosti lze stav udržovat, další možnosti jsou operativní.

### Pes valgus – vbočená noha
Noha je vbočená dovnitř, příčinou je nesprávné postavení kostí hlezenní a patní. Hlezenní kost „padá“ k vnitřnímu okraji chodidla. Nejčastěji se vyskytuje u dětí. Do školního věku je tento nález normální, později už nikoliv. Zřídkakdy bývá noha vybočená ven (pes varus).

## Vady nohy při jiných onemocněních
Mnoho závažných onemocnění způsobuje mj. i vady chodidla, jako např. nemoci centrálního nervového systému a míchy – dětská mozková obrna, cévní mozková příhoda, degenerativní nemoci nervového systému; nemoci periferních nervů – dědičné nebo získané. Mezi nejčastější příčiny poruchy periferních nervů patří cukrovka (diabetes mellitus).
Působením vysoké hladiny cukru při cukrovce, dochází v těle k poškození nervových obalů a tím trpí výživa nervových buněk. Nejcitlivěji reagují periferní nervy v končetinách. Zároveň je narušena výživa tkání cévami, opět nejvíce v okrajových částech těla. Výsledkem je komplexní onemocnění nazývané diabetická noha.
U postižených dochází k poruše citlivosti v oblasti chodidla, oslabení vnímání bolesti, tepla a chladu. Na noze dochází k tvorbě otlaků a vředů. Kůže je tenká, dochází k oslabení krátkých svalů chodidla, rozvoji ploché nohy a následně destrukci kloubů nohy.

## Držení těla, chůze
Pro správnou funkci pohybové soustavy je nezbytné správné držení těla (postura). Postura je výsledkem dynamické nervosvalové stabilizace těla. Zajišťuje udržování klidové polohy těla v prostoru proti gravitaci a nastavení těla pro vykonání určitého pohybu. Posturu zajišťuje hlavně osový orgán – pánev a páteř. Energeticky nejvýhodnější je stav, kdy těžnice těla ve stoje prochází středem páteře a dopadá mezi chodidla. Chodidla také významně přispívají k udržování rovnováhy. Jsou jedním ze smyslových orgánů, které informují mozek o nastavení těla a o vlastnostech podložky.
Na plochu chodidel se rozkládá váha celého těla. Při chůzi jsou chodidla v kontaktu s podložkou jako první a díky své příčné a podélné klenbě tělo odpružují a chrání klouby a páteř před nárazy. Při poruchách nožní klenby ztrácí chodidlo tuto funkci a tím dochází k abnormálnímu zatěžování kloubů a páteře. To se projevuje bolestmi nohou a zad a následným vývojem degenerativních změn ve vyšším věku.

## Vývoj nožní klenby
Novorozenci nožní klenbu vyvinutu nemají, vady nohy se u nich vyskytují jen vzácně, v důsledku nedostatku místa v děloze. Nožní klenba se kojencům vyvíjí až s lezením po čtyřech - kolem 9. – 10. měsíce. Když se okolo 12. měsíce věku začnou učit chodit a nohu zatěžovat, dojde k dalšímu rozvoji struktury a funkce nohy.
U batolat je fyziologické valgotické postavení kolen (do "X") a díky volnosti vazů (hypermobilita) je normální i planovalgózní noha. Až okolo druhého roku života se stává podélná klenba zřetelnou. To je způsobeno ubýváním vrozené hypermobility a zráním krátkých svalů chodidla. V tomto věku je nejzdravější chůze naboso v přírodním terénu, dochází tak k optimálnímu tréninku svalů chodidla.
Do školního věku se osa kolen i postavení chodidel přirozeně vyrovnává růstem a optimální pohybouvou zátěží.

## Léčebné metody
Možnosti léčby vad nohou jsou operativní nebo konzervativní. Operativní léčení provádí ortoped u těžkých deformit nohy. Mezi konzervativní metody patří korekce vhodnou obuví a vložkami do bot a aktivní a pasivní cvičení.
Otázka vhodné obuvi a vložek do bot je často diskutována a zabývá se jí mnoho odborníků, názory se však různí. Někdo preferuje vyměkčenou obuv, která tlumí nárazy, někdo obuv s tenkou podrážkou, která umožňuje kontakt nohy s podložkou.
Celá řada lehčích nebo funkčních vad, způsobených svalovou dysbalancí, se dá řešit vhodným pohybovým režimem (chůze do kopců), vhodnými cviky (výpony z lýtek, trampolína, skok přes švihadlo), zejména u dětí.